# Charlie David
Charlie David (* 9. August 1980 in Regina, Saskatchewan) ist ein kanadischer Schauspieler und Drehbuchautor.

## Leben
David begann nach seiner Schulzeit als Schauspieler tätig zu werden. 2000 graduierte er als Schauspieler am Canadian College of Performing Arts in Victoria, British Columbia. Er trat in verschiedenen Rollen in Fernsehserien und Fernsehfilmen auf.
David lebt offen homosexuell in Kanada.

## Filmografie (Auswahl)
- 2002: Holy Terror
- 2002: Time Machine: St. Peter – The Rock (Fernsehfilm)
- 2003: The Sparky Chronicles: The Map
- 2005: Kifferwahn (Reefer Madness: The Movie Musical)
- 2005: Playing the Role
- 2005: Terminal City (Fernsehserie, acht Folgen)
- 2005–2011: Dante’s Cove (Fernsehserie, 16 Folgen)
- 2007: A Four Letter Word
- 2007: Kiss the Bride
- 2008: Mulligans
- 2010: 2 Frogs dans l'Ouest
- 2011: Judas' Kuss (Judas Kiss)
- 2011: Heritage Minute: Canada Gay Marriage